# Злинка канадська
Злинка канадська, пушняк канадський (Erigeron canadensis L.) — вид квіткових рослин родини айстрові (Asteraceae). лат. canadensis — епітет, який стосується місця зростання в Канаді.

## Опис
Однорічна або дворічна трав'яниста рослина. Стебла до 130 см, рідко волохаті. Стебло розгалужене тільки в області суцвіття. Листя 2–110 х 1–13 мм, цільне або зубчасте, майже голе або слабо запушене. Квіти розміщені в щільних суцвіттях 1 см в діаметрі. Квіточки диску жовті, променеві квіточки білі. Сім'янки 0.9–1.3 мм. Час цвітіння в Європі з липня по жовтень.

## Поширення
Насіння легко переноситься вітром. Частина насіння відразу проростає, утворюючи розетку, що зимує. Інша частина проростає наступного року. З рослиною боряться гербіцидами, проте вона набула стійкість до них. Це перша рослина, що стійка до гліфосату.
Батьківщина: Північна Америка: Канада, США, Мексика. Центральна Америка: Беліз; Коста-Рика; Сальвадор; Гватемала; Гондурас; Нікарагуа; Панама. Натуралізований: у багатьох країнах світу, в тому числі в Європі, в тому числі в Україні.

## Застосування
Ефірна олія є джерелом отримання лимонела. В медицині ефірну олію під назвою еригеронової олії призначають при кишкових, носових, легеневих, гемороїдальних і маточних кровотечах. В народній медицині рослину використовують як кровоспинний і протизапальний засіб та для посилення росту волосся. Також як засіб від діареї будь-якого походження (народна назва «заткнигузно»). Есенцію використовують у гомеопатії.

## Галерея

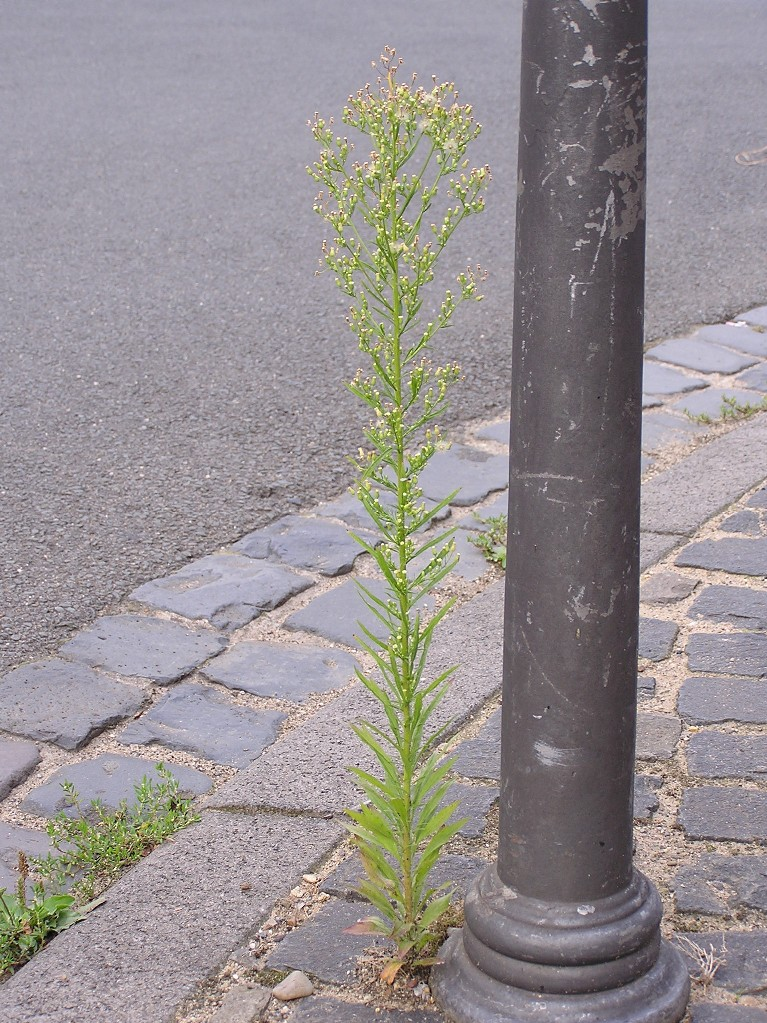
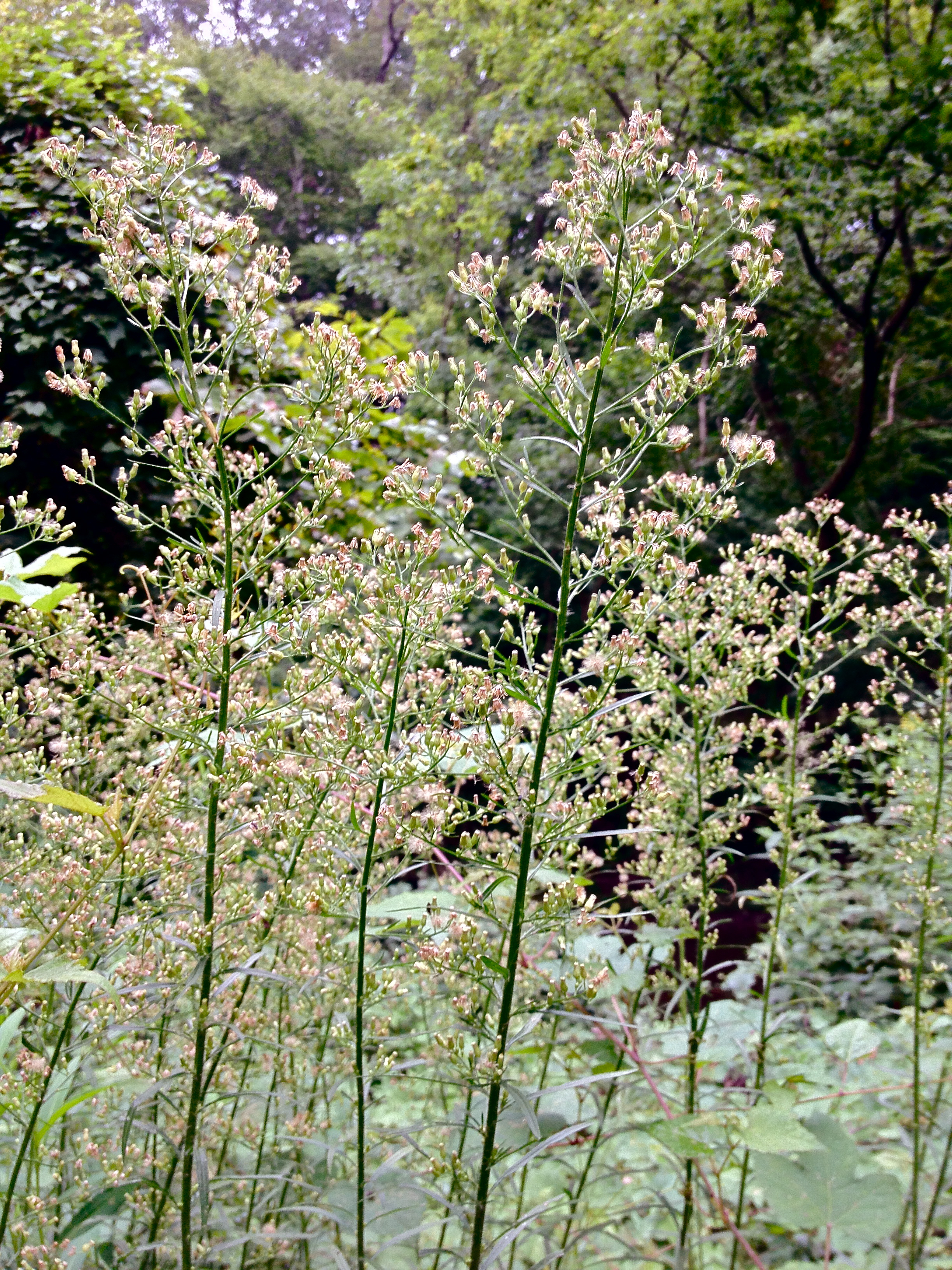
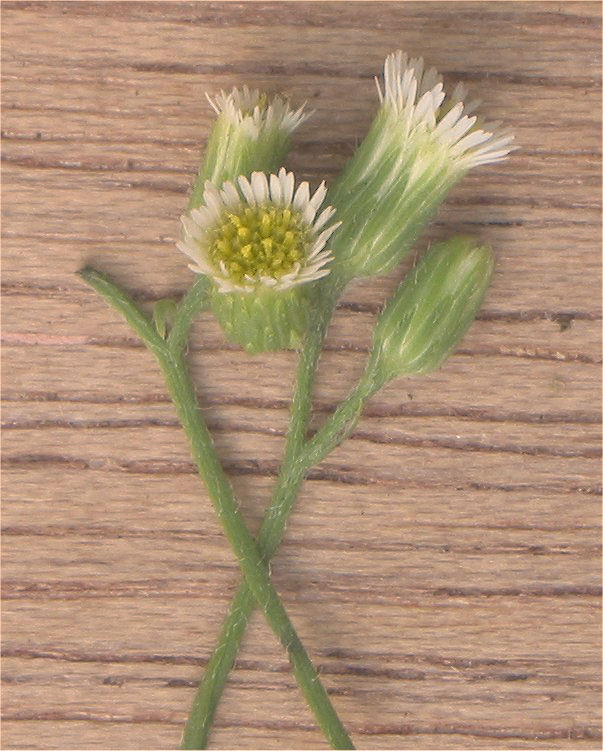
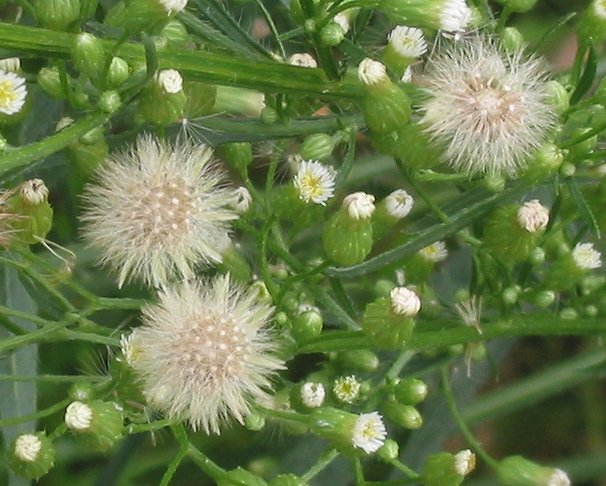
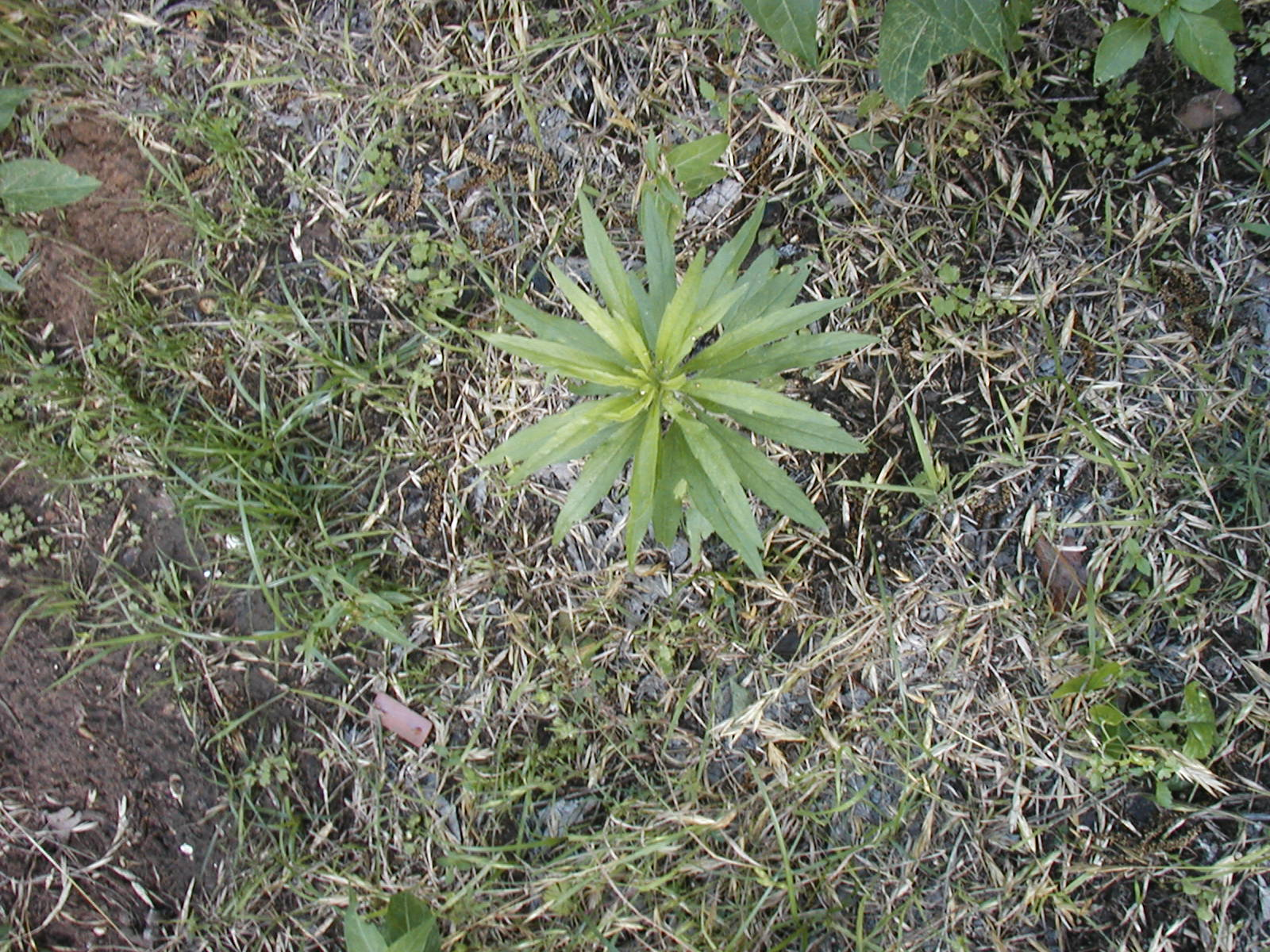
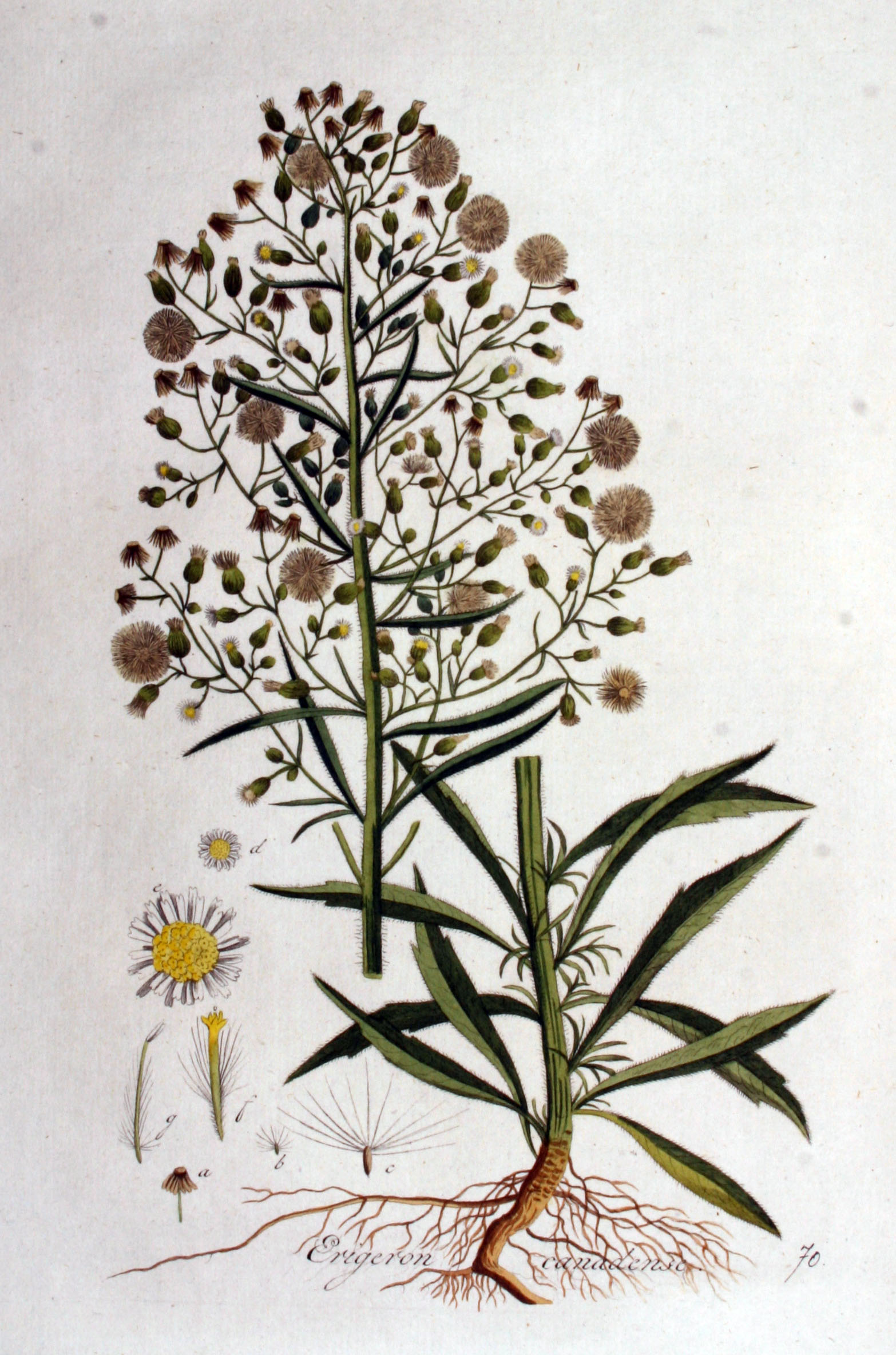